# Изола ди Фано (Пезаро и Урбино)
Изола ди Фано је насеље у Италији у округу Пезаро и Урбино, региону Марке.
Према процени из 2011. у насељу је живело 430 становника. Насеље се налази на надморској висини од 159 м.